# NHK東京兒童合唱團
NHK東京兒童合唱團是日本放送協會東京廣播電台（JOAK）成立的兒童合唱團，在日本簡稱「N兒」。自1943年NHK曾使用的音羽搖籠會，始建於1933年，是它的其中一個兒童合唱團，但自1952年以來已舉辦了自己的合唱活動。
通過廣播、電視和錄音活動後，發揮了重要作用，日本及海外地方推廣了日本的兒歌歌曲。它也廣泛地在世界各地巡迴演出，並獲得重要獎項，例如英國廣播公司的世界業餘合唱比賽（在兒童區內排名第二位）、高大宜·佐爾坦百年誕辰比賽（在兒童區內排名第一位）及歐洲廣播聯盟世界合唱比賽（在兒童區內排名第一位）等等。

## 參看
- 合唱
- 音羽搖籠會
- 北京天使合唱團
- 維也納少年合唱團

## 外部連結
- NHK東京兒童合唱團官方網站（页面存档备份，存于） （日語）
- NHK東京兒童合唱團非官方網站（页面存档备份，存于） （日語）
- 音羽搖籠會（页面存档备份，存于） （日語）